# 戴夫·宾

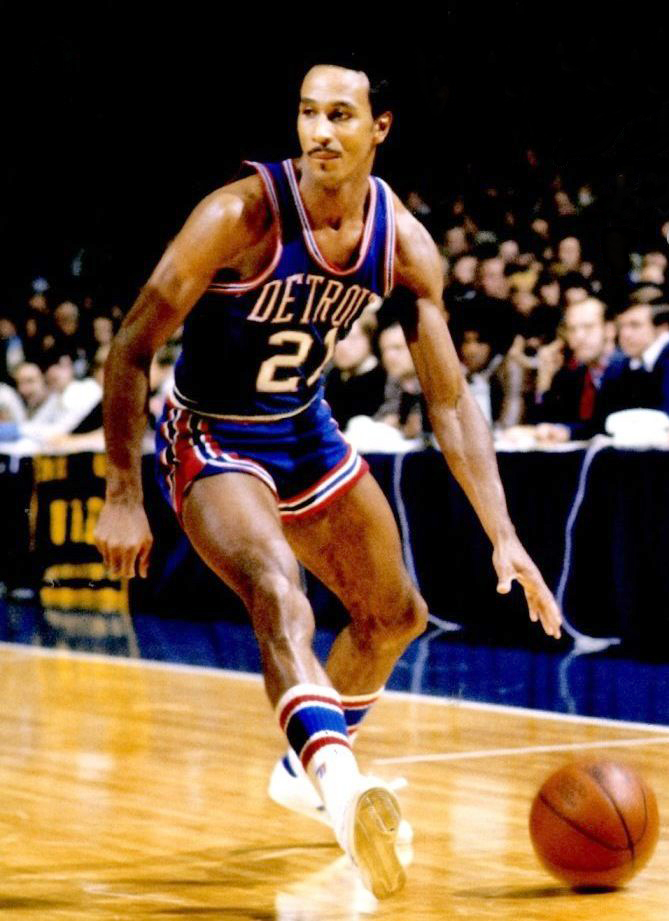
Dave Bing, Detroit Pistons.

戴维·宾（英語：David Bing，1943年11月24日—），美国NBA前职业篮球运动员，場上位置為控球后卫。在1966-1975年期间效力于底特律活塞，随后在华盛顿子弹队待了两个赛季，1977–78 年賽季在波士顿凯尔特人队打了个人最后一个赛季后便退役。曾在2009年至2013年任底特律市长。

## 高中和大学时代
1959年，宾的篮球生涯开始于在华盛顿斯宾甘 (Spingarn)的高中，入选了高中阶段的各个全明星赛事，1962年还被Parade杂志评选被全美明星队的一员。随后他进入雪城大学，二年级时取得场均22.2分，三年级时取得场均23.4分，四年级时达到了28.4分，那一年在全美NCAA得分王中排在第五位，他是雪城大学39年来第一位入选大学全明星队的球员，他被Sporting News杂志评选被全美第一阵容，并且成为雪城大学的年度体育人物。

## 底特律活塞时期
1966年，宾加盟NBA，在第一轮选秀中被底特律活塞队摘得，在他的新秀赛季就得到了1,601分，场均20.0分得惊人成绩成为了NBA最佳新秀。一年后他以出色的投篮技术以场均27.1分、总得分2,142夺得了那一赛季的NBA得分王，宾在NBA打球的12个赛季得到场均20.3分、6次助攻，七次入选NBA全明星赛 (1968年,1969年, 1971年–1976年, 并且在1976年夺得全明星赛MVP)，1968和1969年入选NBA全明星第一阵容，也被选入篮球名人堂。
他有着不寻常的打球风格，做为控球后卫他的职能并应是创造得分机会给队友和场上的进攻组织者，但是宾还兼顾着得分投球得分的，这也使得他成为了一名少见的得分能力极强的控球后卫。

## 篮球后的事业
宾在赛季之外喜欢阅读大量书籍，还曾在一家银行和一家小钢铁厂做兼职，自学如何管理和经营这些企业。从NBA退役后成为了一名成功的商人，在汽车城底特律地区创立了宾集团 (The Bing Group)，公司主要向汽车工业提供金属配件。  1990年NBA全明星赛上，他接受了Schick成就奖以表彰他NBA后的出色成就。他的21号球衣也随他一起在底特律活塞队退役，1996年NBA联盟50周年之际，他被提名入选NBA50大巨星。

### 从政经历
2008年10月16日，宾宣布自己将竞逐2009年底特律市长特别选举。在2009年2月24日举行的初选中，宾在15名无党籍候选人中位列首位。5月5日，前次选举中的前两名在次轮投票中决出胜负，宾战胜临时市长小肯尼斯·科克雷尔，得以完成前任市长克瓦姆·基派崔克的剩余任期（其任期至2009年12月31日）。前任市长基派崔克被指控犯下伪证罪，作为认罪协议的一部分他必须辞职。
在11月3日举行的市长选举中，宾再次当选，这是他的首个完整的任期。但是由于多重健康问题，他的市长权力大多交给了紧急管理人凱文·奧爾，他的支持率在最低时跌至14%。2013年5月14日，他表示自己不会寻求连任。在他的任期内，底特律宣布破产，成为美国历史上最大的宣布破产的城市。